# Bindi, Sierra Leone
Bindi este un oraș în Sierra Leone.